# Souroubea pachyphylla
Souroubea pachyphylla är en tvåhjärtbladig växtart som beskrevs av Ernest Friedrich Gilg. Souroubea pachyphylla ingår i släktet Souroubea och familjen Marcgraviaceae. Inga underarter finns listade i Catalogue of Life.